# Seleukija
 Ovo je glavno značenje pojma Seleukija. Za druga značenja pogledajte Seleukija (razdvojba).
Seleukija (grč. Σελεύκεια), starovjekovni grad u Mezopotamiji na rijeci Tigris, za vrijeme vladavine helenističkih Seleukida i iranskih Arsakida jedan od najvećih gradova svijeta.

## Etimologija
Seleukija je imenovana prema Seleuku I. Nikatoru (vl. 305.−281. pr. Kr.), utemeljitelju grada i seleukidske dinastije. Drevni je makedonski vladar slijedio ranije primjere Kira i Aleksandra pa je po sebi izmenovao niz gradova od Jordana i Turske do Irana, zbog čega se ova prijestolnica zbog razlikovanja ponekad naziva i Seleukijom na Tigrisu. U negrčkim primarnim izvorima pojavljuje se i pod nazivima Selik, Selika i Selikos u židovskom Talmudu, Salwaḳia ili Salwaḳya u aramejskim targumima, te kao Zochasia, Coche i Mahoza na ostalim jezicima. Latinski prijevod izvornog grčkog imena jest Seleucia, na temelju čega se grad u hrvatskoj literaturi ponekad oslovljava i kao Seleucija. U arapskom jeziku pojavljuje se pod imenom Madain kao zajednički naziv za Seleukiju i Ktezifont.

## Povijest
Seleukija je osnovana 305. pr. Kr. godine na zapadnoj obali Tigrisa, nasuprot gradića Opisa na čijim će temeljima kasnije biti podignut Ktezifont. Novi je grad bio prijestolnicom Seleukidskog Carstva, no nakon svega desetak godina Seleuk I. odlučio se premjestiti u sirijsku Antiohija (današnja Turska). Seleukija se ipak nastavila razvijati kao važno trgovačko, kulturno i religijsko čvorište na Putu svile. Godine 141. pr. Kr. Seleukiju osvajaju iranski Parti predvođenih Mitridatom I., ali grad je prema Tacitu još desetljećima kasnije zadržao svoj helenistički karakter. Antički izvori također spominju da je tijekom 3. i 2. stoljeća pr. Kr. u njoj živjelo oko 600.000 ljudi što je stavlja uz bok Rimu i Aleksandriji, a među stanovništvom bili su i brojni Grci, Perzijanci i Židovi.
Od sredine 1. stoljeća pr. Kr. Seleukija i sjeverna Mezopotamija postaju poprištem stoljetnih sukoba između Rimljana i iranskih dinastija Parta i Sasanida. Grad je djelomično spaljen 117. godine prilikom Trajanove invazije, nakon čega je obnovljen u potpuno iranskom stilu. Teška razaranja grad je pretrpio i 165. godine prilikom prodora Avidija Kasija. Nešto više od pola stoljeća kasnije, utemeljitelj sasanidske dinastije Ardašir I. kod Seleukije je dao podići novi grad Veh-Ardašir. Dugo vremena povjesničari su vjerovali da je podignut nad temeljima Seleukije, no najnovija talijanska arheološka istraživanja pokazuju da se radi o odvojenoj lokaciji između Seleukije i Ktezifonta. Sljedećih 300 godina grad je bio kršćanskim žarištem u Sasanidskom Perzijskon Carstvu. Međutim, skretanje toka Tigrisa dovelo je do opadanja gospodarske važnosti grada i vremenom ga je progutala pustinja.

## Poveznice
- Opis
- Ktezifont